# Babrak Wassa

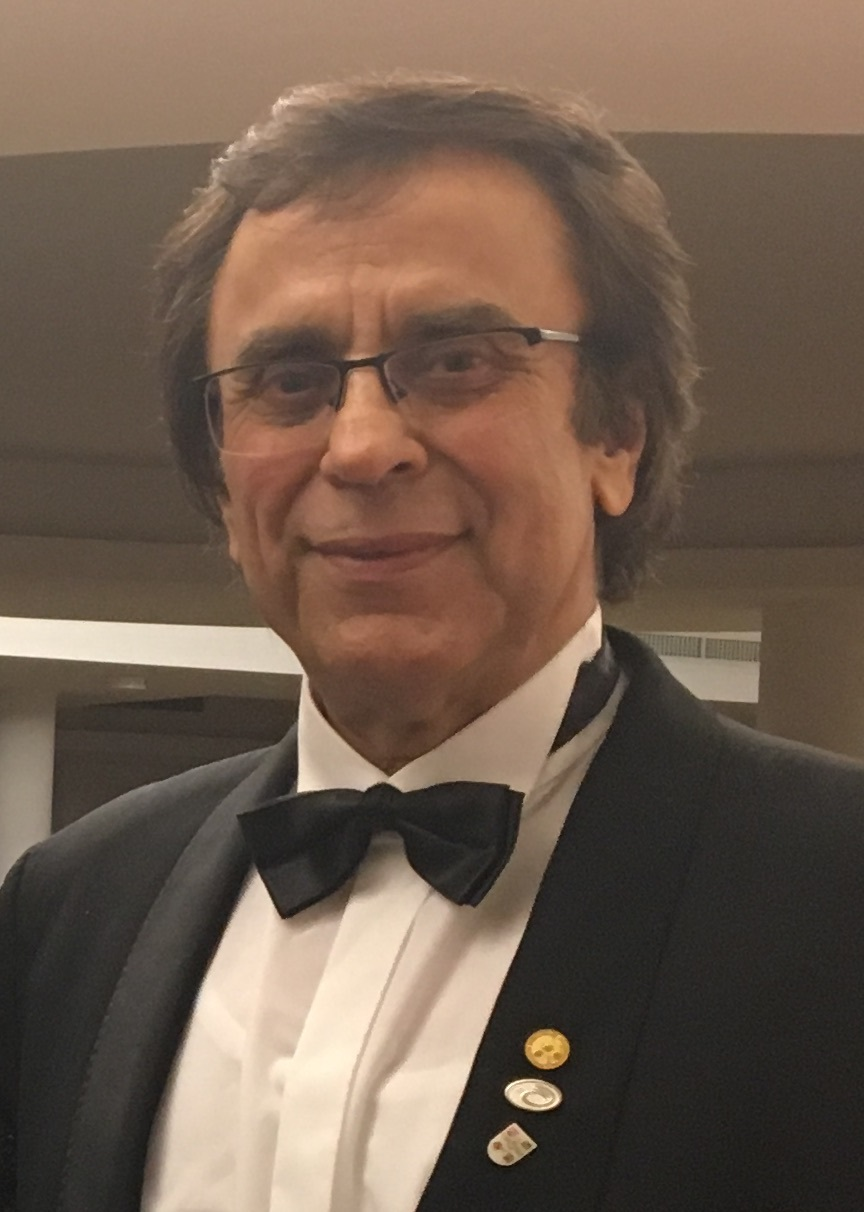
Babrak Wassa (2017)

Babrak Wassa (* 21. Juni 1947 in Ghazni, Afghanistan) ist ein afghanisch-deutscher Komponist, Dirigent und Chorleiter. Er komponierte 2006 die neue Nationalhymne Afghanistans Milli Tharana.

## Leben
Babrak Wassa ist der Sohn des Arztes Mohammad Rassul Wassa († 1949) und seiner Frau Maimuna Osman Wassa († 2001); er hat zwei ältere Brüder. Die Familie zog 1948 nach Kabul. In seiner Kindheit erlernte er mehrere Instrumente (Klavier, Harmonium, Akkordeon, Rubab, Mandoline und Flöte) und wirkte außerdem als Sängerknabe, Schauspieler und später als Musiker im Rundfunk und an mehreren Theatern Kabuls.
Nach dem Abitur erhielt er 1965 ein städtisches Stipendium für eine Ausbildung am Moskauer Konservatorium und studierte dort u. a. bei Boris Tewlin, Igor Germanowitsch Aggafonnikow und Wladislav Genadijewitsch Sokolov Musiktheorie, Musikgeschichte, Harmonielehre, Komposition, Klavier, Gesang sowie als Hauptfach Chorleitung und Dirigieren. 1972 erwarb er ein Diplom als Chorleiter und Musikpädagoge und beendete sein Studium 1978 mit einem Master of Arts.
Nach dem Studium kehrte er nach Kabul zurück und war von Ende 1978 bis 1980 Generalmusikdirektor des afghanischen Staatlichen Rundfunks und Fernsehens. Wassa verließ nach dem sowjetischen Einmarsch als politischer Flüchtling im April 1980 seine Heimat und lebt seitdem in Deutschland. Seit 1996 ist er deutscher Staatsbürger.
Er war Chorleiter von mehreren Chören in Köln, Overath, Rösrath, Refrath, Seelscheid und an der Max-Bruch-Musikschule in Bergisch Gladbach. Zudem war er Kreischorleiter des Rheinisch Bergischen Sängerkreises. Mit drei Chören erwarb er den Titel „Meisterchor“ im Sängerbund Nordrhein-Westfalen: mit dem Chor Q.V. Heimatklänge Nußbaum (1987 und 1992)  sowie mit dem Chor MGV Concordia Forsbach und dem Frauenchor Forsbach (1990), mit dem er 1999 am Internationalen Chorwettbewerb in Verona teilnahm. Konzertreisen führten ihn nach Italien, Frankreich, Österreich, Tschechien und in die Niederlande. Fünf große gemeinschaftliche Chorkonzerte seiner Chöre absolvierte er gemeinsam mit Sinfonieorchestern bzw. Blasorchestern in der Kölner Philharmonie.
Wassa erhielt unter anderem 2007 die silberne Ehrennadel des Chorverbandes Nordrhein-Westfalen, 2012 den Brishna Award des Ariana Afghanistan International Television sowie 2012 die goldene Ehrennadel des Rheinisch-Bergischen Chorverbandes. Der Fachverband Deutscher Berufschorleiter verlieh ihm 2004 den Titel Musikdirektor FDB.

### Privates
Wassa musste seine erste Ehefrau und seine Tochter bei seiner Flucht aus Afghanistan dort zurücklassen. Aus einer zweiten Ehe hat er einen Sohn und eine Tochter.
2007 gründete Wassa den Verein „Wir helfen afghanischen Kindern e. V.“ mit Sitz in Rösrath-Forsbach, der unter anderem ein Waisenhaus in Kabul unterstützt.

## Kompositionen
Wassa schuf zahlreiche Kompositionen und Arrangements für Chor, Chor und Orchester sowie in kammermusikalischer Besetzung. Mehrere seiner Werke gelangten in der Kölner Philharmonie zur Uraufführung und wurden vom BBC London aufgenommen.
2006 komponierte er im Auftrag der Regierung Afghanistans die neue Nationalhymne des Landes Milli Tharana für Sinfonieorchester und Gesang, die – neben der „Rhapsodie Afghanica“ – vom Beethoven Orchester Bonn unter Wassas Leitung auf CD eingespielt wurde.

## Werke (Auswahl)
- Hoffnung. Für Orgel und Trompete. Musikverlag Wolfgang Haas, Köln (UA 1982 beim Deutschen Katholikentag in Düsseldorf[19])
- Die Gedanken sind frei. Für gemischten Chor. Concertino Musikverlag
- O Bottawálá. Für gemischten Chor und Orchester, UA 2005 in der Kölner Philharmonie (BBC-Aufnahme 2010)
- Milli Tharana. Nationalhymne Afghanistans. Text: Abdul Bari Jahani. Musikverlag Wolfgang Haas, Köln 2010
- Mach mal Pause. Chorsatz für gemischten Chor. Musikverlag Waltraud Krause
- Samba a cappella. Für Männeschor. Musikverlag Waltraud Krause
- Zum Geburtstag. Für gemischten Chor. Musikverlag Wildt ́s
- Memorial for Ostaad Sarahaang. Für Klavier. UA 2002 in Frement (USA), Musikverlag Wolfgang Haas, Köln (Aufnahme BBC, London 2010)
- Hochzeitsmusik aus Kabul. Für Oboe/Flöte und Klavier, Musikverlag Wolfgang Haas, Köln (Aufnahme BBC London, 2010)
- Rhapsodie Afghanica. Für großes Symphonisches Orchester. UA Kölner Philharmonie, Symphonisches Orchester Köln, Musikverlag Wolfgang Haas, Köln
- Frohes Soldatenlied. Für großes Blasorchester. UA Luftwaffen Musikkorps der Bundeswehr unter der Leitung von Oberstleutnant Christoph Scheibling 2010 (CD und BBC London)
- Mahbuba. Trio für Klarinette, Kontrabass/Cello und Klavier. 2016
- Elegie. Trio für Violine, Viola und Cello. Musikverlag Wolfgang Haas, Köln 2019